# Paolo och Vittorio Taviani
Paolo Taviani (född 8 november 1931 i San Miniato, Toscana, död 29 februari 2024 i Rom) och Vittorio Taviani (född 20 september 1929 i San Miniato, Toscana, död 15 april 2018 i Rom) var en italiensk filmskaparduo. De var bröder och arbetade sedan karriärens början tillsammans och regisserade sina scener växelvis. Deras tidiga verk är präglade av socialrealism med vänsterpolitiska teman. Sedan 1980-talet har de rönt uppmärksamhet med filmatiseringar av europeiska litteraturklassiker.

## Liv och gärning
Bröderna Taviani långfilmsdebuterade 1960 med dokumentärfilmen L'Italia non è un paese povero som de gjorde tillsammans med Joris Ivens. De gjorde därefter ett par spelfilmer tillsammans med Valentino Orsini, som de hade lärt känna vid Universitetet i Pisa. Det återkommande temat i brödernas tidiga filmer är idén och revolution och personer som ser sig som revolutionärer. Detta kombinerades med en stil med inspiration från den italienska neorealismen och i synnerhet Roberto Rossellini. Den första långfilm som bröderna gjorde på egen hand, I sovversivi från 1967, handlar om intrigerna hos ett antal aktivister från Italienska kommunistpartiet. Vid filmfestivalen i Cannes 1977 fick de Guldpalmen för Padre padrone, som bygger på en roman av Gavino Ledda och handlar om en herde som vill göra uppror mot sin far.

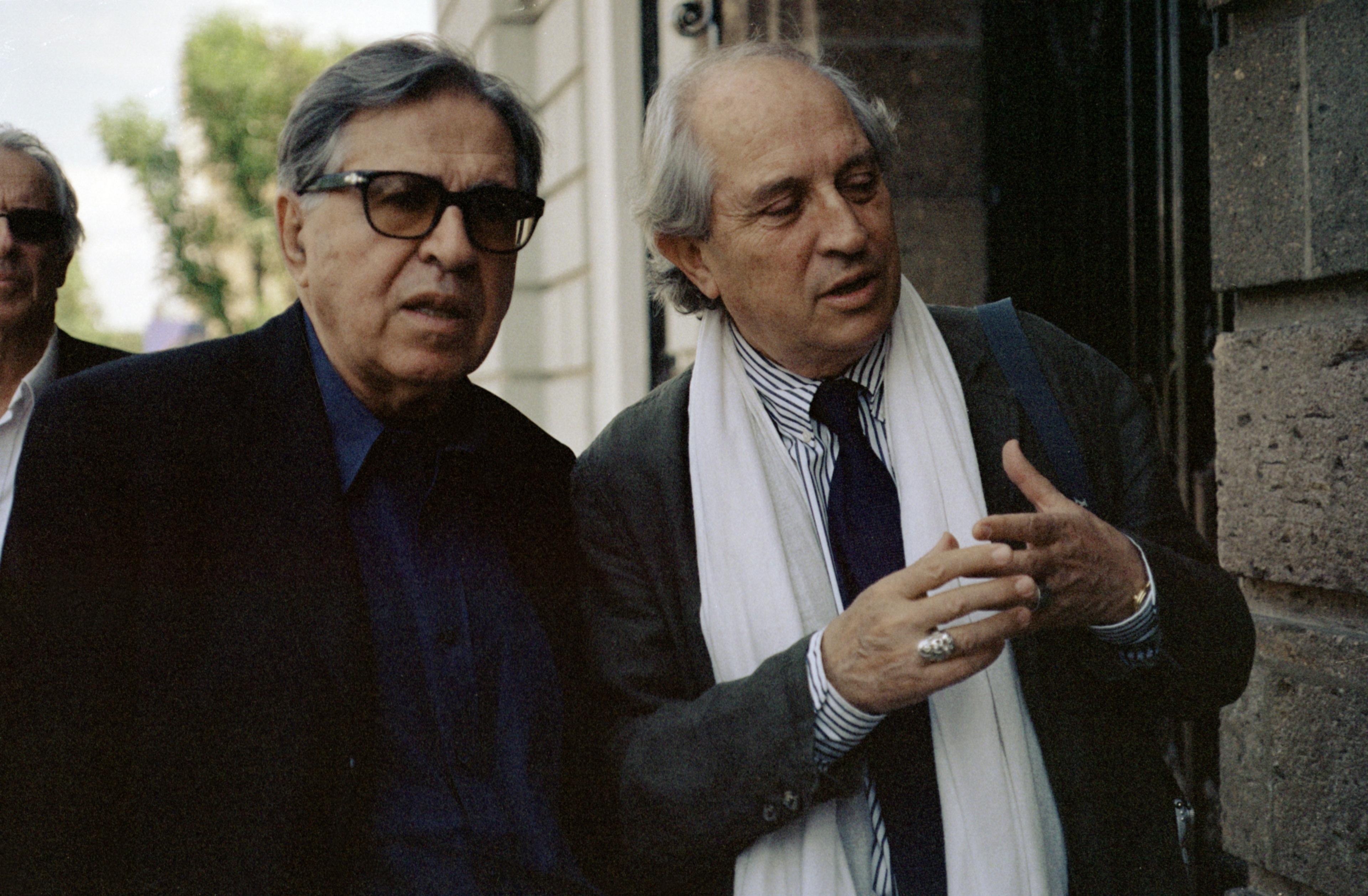
Paolo Taviani, till vänster, tillsammans med filmfotografen Vittorio Storaro 2010

I slutet av 1970-talet gjorde bröderna avbräck från sin tidigare allenarådande socialrealism och tillät ett mer lyriskt filmspråk. San Lorenzonatten från 1982, som fick Grand Prix i Cannes, har influenser från folksagor och skildrar en italiensk småstad i slutet av andra världskriget. I en central scen blir en kyrka full med människor söndersprängd av den tyska armén; detta byggde på en verklig händelse, sprängningen av San Miniatos domkyrka 1944, men år 2004, 22 år efter filmens premiär, offentliggjordes dokument som visade att det i själva verket hade varit amerikanskt artilleri som av misstag attackerat kyrkan. Kaos, utgiven 1984, utspelar sig på 1800-talets Sicilien och bygger på ett antal noveller av Luigi Pirandello. Bröderna Taviani har även filmatiserat verk av författare som Lev Tolstoj, Johann Wolfgang von Goethe och Alexandre Dumas. Vid filmfestivalen i Berlin 2012 fick de Guldbjörnen för Caesar måste dö, som handlar om hur en grupp fängelseinterner sätter upp William Shakespeares pjäs Julius Caesar.

## Filmregi
- L'Italia non è un paese povero (1960)
- Un uomo da bruciare (1962)
- I fuorilegge del matrimonio (1963)
- I sovversivi (1967)
- Sotto il segno dello scorpione (1969)
- Den heliga Mikael hade en tupp (San Michele aveva un gallo) (1972)
- Fulvio, revolutionären som svek (Allonsanfan) (1974)
- Padre padrone (1977)
- Il prato (1979)
- San Lorenzonatten (La notte di San Lorenzo) (1982)
- Kaos (1984)
- God morgon Babylon (Good morning Babilonia) (1987)
- Solen även om natten (Il sole anche di notte)  (1990)
- Fiorile (1993)
- Kärleksöden (Le affinità elettive) (1996)
- Tu ridi  (1998)
- Resurrezione (2001) - TV-serie
- Luisa Sanfelice (2004) - TV-serie
- La masseria delle allodole  (2007)
- Caesar måste dö (Cesare deve morire) (2012)
- Meraviglioso Boccaccio (2015)
- Una questione privata (2017)